# Tiaki (stjärna)
Tiaki eller Beta Gruis (β Gruis, förkortat Beta Gru, β Gru) som är stjärnans Bayerbeteckning, är en ensam stjärna belägen i den mellersta delen av stjärnbilden Tranan. Den har en genomsnittlig skenbar magnitud på 2,15, är den näst ljusaste stjärnan i stjärnbilden och är synlig för blotta ögat. Baserat på parallaxmätning inom Hipparcosuppdraget på ca 18,4 mas, beräknas den befinna sig på ett avstånd på ca 177 ljusår (ca 54 parsek) från solen.

## Nomenklatur
Beta Gruis har det traditionella tuamotuannamnet Tiaki. Den var en gång sedd som den bakre stjärnan i stjärten av stjärnbilden Södra fisken, Piscis Austrinus. Tillsammans med Alfa, Delta, Theta, Jota och Lambda Gruis tillhörde Tiaki i traditionell arabisk astronomi Södra fisken.
År 2016 organiserade Internationella astronomiska unionen en arbetsgrupp för stjärnnamn (WGSN) med uppgift att katalogisera och standardisera riktiga namn för stjärnor. WGSN fastställde namnet Tiaki för Beta Gruis i september 2017 och detta är nu inskrivet i IAU:s Catalog of Star Names.

## Egenskaper
Beta Gruis är en röd till orange jättestjärna av spektralklass M5 III. Den har en massa som är ca 2,4 gånger större än solens massa, en radie som är ca 180 gånger större än solens och utsänder från dess fotosfär ca 2 500 gånger mera energi än solen vid en effektiv temperatur av ca 3 500 K.
Beta Gruis är en halvregelbunden variabel stjärna (SRb) som varierar i magnitud med ca 0,4 enheter. Det varierar i intervall när den visar regelbundna förändringar med en 37-dagars periodicitet och när den genomgår långsam oregelbunden variation.